# Famille Malassis
 (juin 2025).
- Si vous ne connaissez pas le sujet, laissez ce bandeau (vous pouvez alors contacter les auteurs).
- Si vous supprimez le contenu mis en cause (vous pouvez préalablement contacter les auteurs),

argumentez précisément cette suppression dans la page de discussion
(un manque de référence n'est pas un argument ; une recherche réelle de référence doit avoir été effectuée, être formellement documentée).
 (juin 2025).
La famille Malassis est une famille dont les membres ont joué un rôle important dans l'imprimerie des villes de Rouen, Alençon, Brest et Nantes du XVIe siècle au XIXe siècle.
Originaire de Rouen, elle s'installe notamment à Nantes.

## Adam Malassis (1572?-1642)
Libraire-relieur, il signe les registres de la communauté des imprimeurs, libraires et relieurs de Rouen à partir de 1597. Décédé à Rouen en février 1642.
Vraisemblablement père des libraires Adam II, Clément I et Raphaël Malassis

## Adam Malassis (-1646)
Vraisemblablement fils du libraire-relieur de Rouen Adam I Malassis (1572?-1642), il est mentionné à la confrérie des métiers du livre rouennais à partir de 1632. Reçu maître libraire à Rouen le 29 novembre 1633. Sa veuve, née Barbe Michaut, est attestée à la confrérie de 1652 à 1665 au moins.

## Raphaël Malassis (160.?-1648)
Vraisemblablement fils du libraire-relieur Adam I Malassis. Libraire-relieur attesté dès 1623, il ne commence à publier qu'en 1638.

## Clément Malassis (-1674)
Vraisemblablement fils du libraire-relieur de Rouen Adam I Malassis, il est reçu maître et établi en sept. 1631. Garde de la communauté des imprimeurs, libraires et relieurs de Rouen en 1639 ; maître de la confrérie en 1649. Décédé en 1674. 
Beau-père de l'imprimeur-libraire Jean-Baptiste I Besongne et du libraire Paul du Souillet.

## Romain Malassis (1639?-1705)
Fils de Raphaël Malassis, né à Rouen entre 1637 et 1641, il est reçu maître à Rouen en 1669 après avoir travaillé six ans à Lyon et à Dijon. Imprimeur-libraire à Quimper, imprimeur-libraire du diocèse de Cornouaille et du Roi (1679) à Brest, imprimeur de la Marine et de la ville (1686).
Beau-père de l'imprimeur brestois Olivier Drillet qui publie sous le nom de Romain Malassis en 1685, avant que ce dernier ne vienne s'établir à Brest (fin 1686).

## Jean-Pierre Malassis (1666-1733)
Fils de Jean Malassis, imprimeur-libraire à Alençon. Apprenti trois ans à Paris chez l'imprimeur-libraire Denis Pelé, après avoir été reçu maître à Rouen le 15 juin 1677. Succède à sa mère après avoir été reçu libraire royal et imprimeur du collège d'Alençon le 26 décembre 1680. Il décède à Alençon en avril 1733. 
Imprimeur-libraire, il est imprimeur du Roi et du collège d'Alençon et de l'évêque de Sées. 
Son fils cadet Louis Malassis (1714-1764), dit Malassis le jeune, lui succède.
Associé avec Martin III Delamotte au privilège d'imprimeur du Roi. Cette association se poursuivra, après la mort de Martin Delamotte (1696), avec la veuve de ce dernier, puis avec le propre fils de Jean-Pierre Malassis, François-Augustin Malassis, dit l'aîné, successeur en 1726 de Pierre Augereau, avec qui s'était remariée la veuve de Martin III Delamotte.

## Jean Malassis (1686-1760)
Natif de Quimper, fils de Romain I Malassis, imprimeur-libraire à Quimper et à Brest. Travaille à Évreux chez la veuve de l'imprimeur-libraire François Pierres dit Lalonde, qu'il épouse en 1708. Reçu libraire par-devant le lieutenant de police d'Évreux le 19 septembre 1709, il devra attendre 1739 pour être pourvu officiellement d'une place d'imprimeur à Évreux (arrêt du Conseil du 24 sept.). Imprimeur-libraire ; imprimeur de l'évêque d'Évreux, de la ville, du collège et du Roi (1749).
Il est embastillé en septembre-novembre 1718 pour impression de livres prohibés. 
Se remarie en 1749 avec Marie-Madeleine-Élisabeth Dumesnil, fille de l'imprimeur de Rouen Laurent I Dumesnil, laquelle lui succède à sa mort.

## François-Augustin Malassis (1704-1761)
Fils de l'imprimeur-libraire d'Alençon Jean-Pierre Malassis, à qui il est associé puis succède en 1733, il étudie au collège des jésuites d'Alençon. Reçu imprimeur par sentence du lieutenant général de police d'Alençon du 25 avril 1725 et par arrêt du Conseil du 11 janv. 1726. Établi également libraire dès 1726, imprimeur du Roi en 1733. Échevin d'Alençon, juge consul et prieur de la juridiction consulaire de 1745 à 1747. Pour cause de paralysie, il cesse de diriger lui-même son atelier en 1759. 
Décédé à Alençon en février 1761. 
Sa veuve Marie-Jacqueline Foucher lui succède, en association avec son second fils Louis-Augustin Malassis.

## Romain-Nicolas Malassis (1714-1757)
Fils de l'imprimeur-libraire de Brest Romain II Malassis, il est reçu imprimeur par arrêt du Conseil du 18 juillet 1735, en succession de sa mère. Il est imprimeur ordinaire du Roi et de la Marine. Garde-scel du corps de ville (1748), premier conseiller (1753) puis procureur syndic de la ville (1756), il est directeur de l'hôpital de Brest (1755).

## Louis Malassis (1714-1764)
Fils de l'imprimeur-libraire d'Alençon Jean-Pierre Malassis, et frère puîné de l'imprimeur-libraire François-Augustin Malassis (1704-1761). Après avoir été formé par son père, il travaille à Paris en qualité de compagnon, notamment chez l'imprimeur-libraire Henri-Simon-Pierre Gissey. À la mort de son père (avril 1733), il rentre à Alençon et y exerce la librairie tout en demandant à pouvoir succéder à l'imprimerie paternelle. Reçu imprimeur par arrêt du Conseil du 29 mars 1734, il devient imprimeur du Roi et du collège d'Alençon. Également juge consul d'Alençon. Sa veuve Marie-Anne Girou lui succède, avant de transmettre en 1770 l'imprimerie à son fils Jean-Zacharie Malassis.

## François-Charles Malassis de La Cussonnière (1743-1829)
Dernier fils de l'imprimeur-libraire d'Alençon François-Augustin Malassis (1704-1761), il est avocat au parlement de Rouen et au bailliage et présidial d'Alençon. Établi imprimeur dès 1790 ou peu avant, sous le nom de "Malassis fils", il succède à sa mère, décédée en avril 1791. Il est imprimeur des autorités constituées (1795) et travaille en association avec son cousin Jean-Zacharie Malassis dit le jeune (1745-1828) à partir d'août 1809.
Il est juge suppléant au tribunal de commerce de 1818 à sa mort.

## Jean-Zacharie Malassis (1745-1828)
Fils de l'imprimeur-libraire d'Alençon Louis Malassis (1714-1764), il succède à sa mère et est reçu imprimeur par arrêt du Conseil du 19 février 1770. Dès 1767, il aurait travaillé pour l'imprimeur-libraire de Saint-Malo Louis-Philippe-Claude Hovius, alors interdit d'exercice. Imprime à nouveau pour lui en 1770-1771 la réimpression du "Procès instruit extraordinairement contre MM. de Caradeuc de La Chalotois et de Caradeuc...". Arrêté sur dénonciation le 7 mai 1771, emprisonné au château de Caen, ainsi qu'Hovius et le libraire de Caen Jean-Jacques Manoury, et transféré le 21 mai à la Bastille, dont il sortira le 14 ou 17 juillet suivant. Imprimeur du Roi et du collège d'Alençon (1770), de l'évêque de Sées, de Monsieur frère du roi (1776) ; de l'Assemblée provinciale (1788).
Imprime et dirige le premier journal d'Alençon, les "Affiches, annonces et avis divers de la province du Perche" à partir de 1788. Aurait imprimé dans un atelier clandestin situé dans sa cave, en 1789, l'"Histoire secrète de la cour de Berlin", libelle en 2 vol. in-8° attribué à Honoré-Gabriel Riqueti, comte de Mirabeau, et condamné par arrêt du parlement de Paris du 10 fév. 1789. Il imprime le "Journal des administrations" (1789), le "Journal pour le département de l'Orne" (mars 1790 - 1791 puis à nouveau à partir de 1803) et travaille au "Journal de Mortagne". 
Il est juge au tribunal de commerce, administrateur des hospices et membre du conseil municipal d'Alençon. 

## Louis-Charles-Jean-Baptiste Malassis (1768-1799)
Fils aîné de l'imprimeur-libraire d'Alençon Jean-Zacharie Malassis (1745-1828), il s'établit en 1791. Imprimeur-libraire, il est imprimeur des autorités constituées. Commissaire du district d'Alençon pour la conservation des objets confisqués aux maisons religieuses et aux émigrés, administrateur des hospices civils d'Alençon et membre du Lycée des sciences, lettres et arts de la ville à partir de 1798. 
Il décède à Alençon en octobre 1799.

## Romain-Guy-Marie Malassis (1774-1812)
Natif de Brest, fils de l'imprimeur-libraire de Brest Romain-Nicolas II Malassis (1737-1813), il succède à son père en 1800. En 1810, il tient aussi une librairie et emploie un relieur. Il est également administrateur de l'hospice civil de Brest.
Il décède à Brest en novembre 1812 ; sa veuve, Marie-Anne Schérer (1786-1829), cède en 1813 l'atelier et les presses au libraire Alain Le Fournier (1750-1814).

## Rosalie-Anne Malassis (1775-1861)
Fille de l'imprimeur-libraire de Nantes Augustin-Jean Malassis (1743-1798), elle épouse en juillet 1794 un officier, Anne François Mellinet. Elle succède à sa mère en 1805, et continue à publier jusqu'en 1815 environ sous le nom de sa mère, puis sous la raison : "Mellinet-Malassis". Elle est imprimeur de l'évêché et du clergé de Nantes. 
Elle publie, à partir de 1811, le "Journal politique du département de la Loire-Inférieure". En 1820, elle cède, moyennant une rente de 2 000 francs pour elle-même et une autre de 1 000 francs en faveur de son second fils Émile Mellinet, la direction de l'imprimerie à son fils aîné Camille Mellinet, qui continuera d'imprimer sous la même raison jusqu'en 1830-1831.

## Marie-Joseph Malassis de La Cussonnière (1778-1844)
Natif d'Alençon, fils de l'avocat et imprimeur François-Charles Malassis de La Cussonnière (1743-1829), il aurait été garde d'honneur à cheval du département de l'Orne (1810). Avocat, il exerce au plus tôt l'imprimerie en 1810. Il s'associe avec son cousin, l'imprimeur-libraire Augustin-Jean-Zacharie Poulet-Malassis (1795-1850), de 1818 à 1830. 
Il décède à Paris le 1er avril 1844.